# Pannkaksis

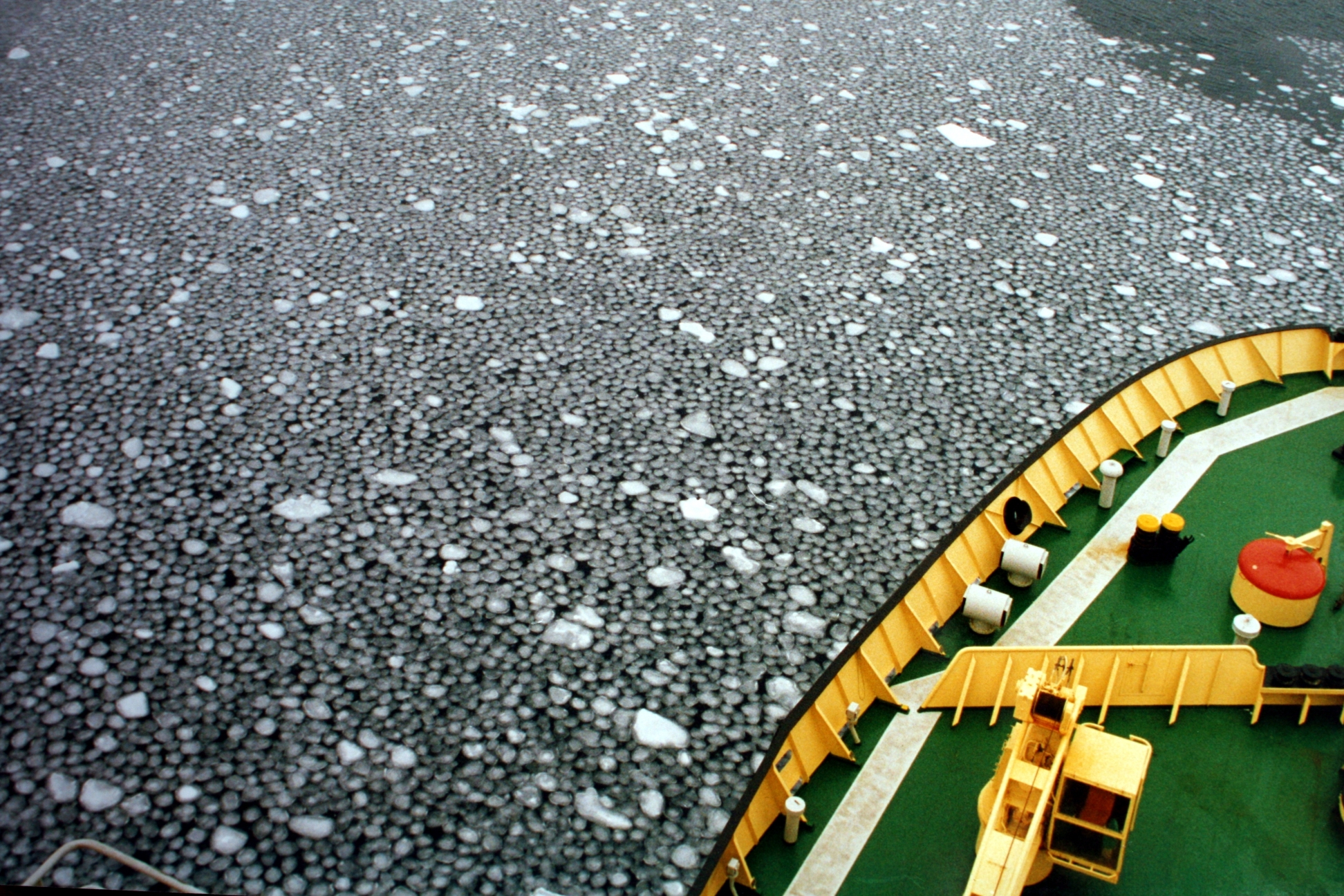
Pannkaksis i Rosshavet.

Pannkaksis är en typ av is som kan bildas i kraftigt skiktade havsområden, genom frysning på flera meters djup, då ett övre vattenskikt med låg salthalt, som har avkylts till köldgrader, men inte till sin fryspunkt, möter ett ännu kallare undre vattenskikt med hög salthalt. Genom den högre salthalten har det undre skiktet en lägre fryspunkt än det övre skiktet och kan vara så kallt att det senare, som har lägre salthalt och därmed är lättare, vid kontakten fryser till och i frusna skikt stiger till ytan och täcker denna i form av runda, platta iskakor, likt pannkakor av is, varav istypen fått sitt namn.
Pannkaksis kallas ibland felaktigt för tallriksis. De två istyperna liknar varandra till utseendet men bildas på olika vis.

## Exempel
Ett exempel på havsområden där pannkaksis kan uppstå är Skagerrak och Kattegatt utanför den svenska västkusten. Vatten som kommer in från Nordsjön är saltare än vatten som kommer ut ur Östersjön genom Öresund och Bälten. Mellan vattenmassorna bildas genom skillnaden i salthalt en kraftig gräns, en så kallad haloklin. Kallt, saltrikt och därför tungt vatten från Nordsjön (ungefär 3,5% salthalt och -1,5°C) sjunker ner under det sötare (bräckt vatten) och därför lättare vattnet från Östersjön (ungefär 2 % och 1°C) när vattenmassorna möts i Skagerrak och Kattegatt. 

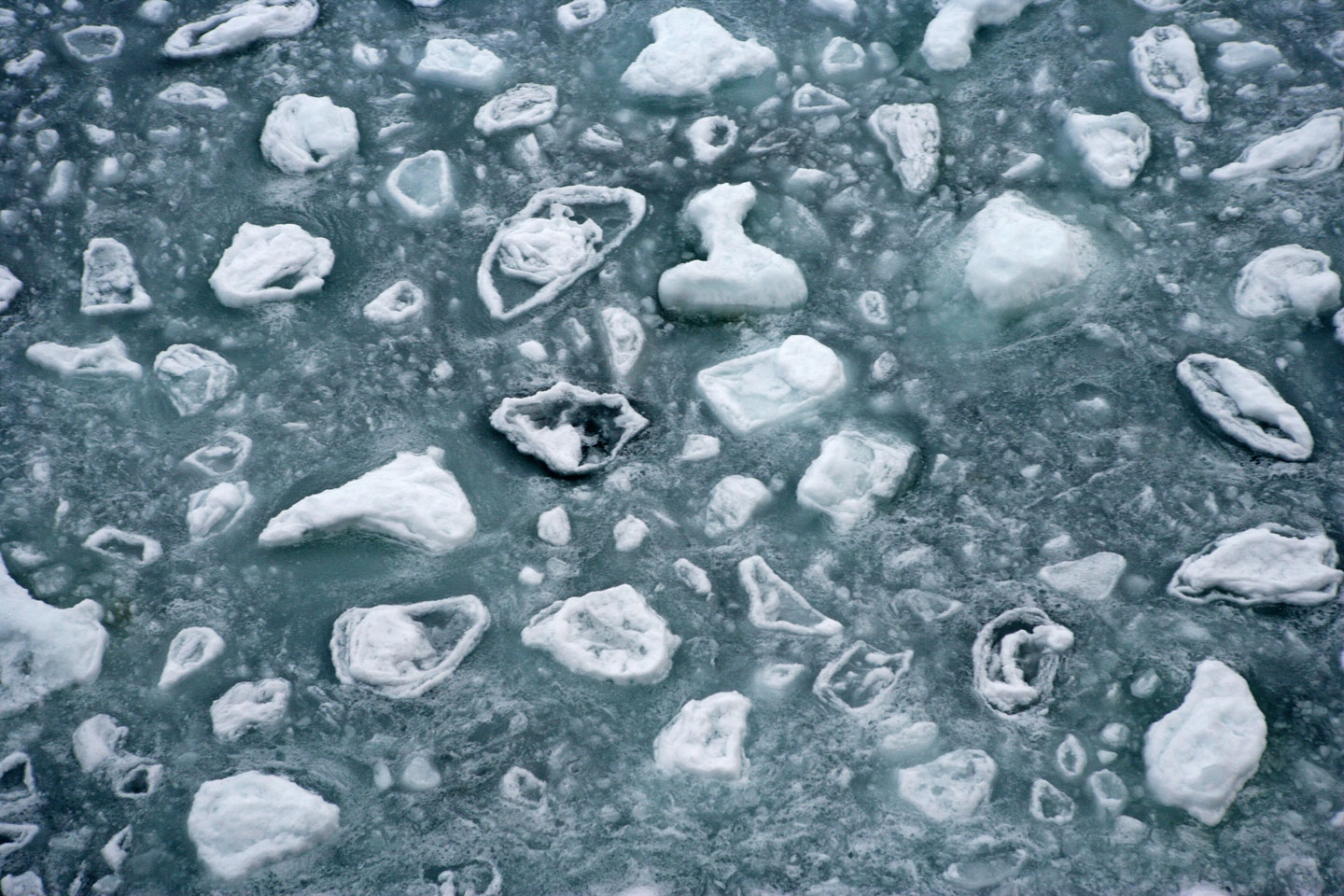
Pannkaksis som har frusit ihop, bild från Norra ishavet, norr om västra Ryssland.

Om nordsjövattnet kylts ner till under östersjövattnets fryspunkt, innan det överlagras av östersjövattnet, kan det kyla ner det undre lagret av östersjövatten så mycket att östersjövattnet fryser till is. Det bildas då ett islager på många meters djup. Isen som bildats på djupet är lättare än det omgivande vattnet och försöker därför att stiga uppåt. Det ovanpåliggande vattnet hinner inte undan utan isskiktet bryts sönder. Dessa mindre isstycken fortsätter mot ytan på högkant för att minimera vattenmotståndet. Till ytan kommer isen upp som små runda pannkakor av is. Ispannkakorna kan snabbt frysa samman och på några timmar bilda stora, sammanhängande och svårforcerbara isfält.
Ett alternativt namn på pannkaksis i Bohuslän är uppsköddsis.